# Miguel Quiroga
Miguel Alejandro Quiroga Castillo (La Paz, Bolivia; 15 de septiembre de 1991) es un futbolista boliviano. Juega de centrocampista en ABB de la Primera División de Bolivia.

## Trayectoria
Quiroga paso por varios clubes de Bolivia, en 2016 retorno a The Strongest y en el torneo apertura se proclamó campeón fon el gualdinegro. en 2018 dejó The Strongest para fichar por Nacional Potosí.

## Clubes
| Club                    | País    | Año               |
| ----------------------- | ------- | ----------------- |
| The Strongest           | Bolivia | 2010 – 2011       |
| La Paz F.C.             | Bolivia | 2012              |
| The Strongest           | Bolivia | 2013 – 2015       |
| Ciclón                  | Bolivia | 2015 – 2016       |
| The Strongest           | Bolivia | 2016 – 2017       |
| Nacional Potosí         | Bolivia | 2018 - 2021       |
| Aurora                  | Bolivia | 2022              |
| Independiente Petrolero | Bolivia | 2023 - 2024       |
| ABB                     | Bolivia | 2025 - Actualidad |

## Palmarés

### Títulos nacionales
| Título           | Club          | País    | Edición       |
| ---------------- | ------------- | ------- | ------------- |
| Primera División | The Strongest | Bolivia | Apertura 2011 |
| Primera División | The Strongest | Bolivia | Apertura 2016 |